# Fars News Agency
Fars News Agency (in fārsì خبرگزاری فارس) è un'agenzia di stampa iraniana. Pur descrivendosi come "l'agenzia di stampa indipendente leader dell'Iran", è ampiamente descritta dai mezzi di informazione come un'agenzia di stampa "semi-ufficiale" del governo iraniano. Tutto il suo contenuto è concesso in licenza come Creative Commons.

## Storia
Fars News Agency è stata fondata nel 2003 . Oltre a note in persiano, l'agenzia fornisce anche notizie in inglese, turco e arabo.

## Eventi degni di nota

### Intervista con il presidente egiziano
Nel giugno 2012, Fars ha pubblicato un'intervista con il presidente egiziano Mohamed Morsi in cui si dice che Morsi abbia detto a Fars che voleva ristabilire i legami con l'Iran e voleva "rivedere" il trattato di pace tra Egitto e Israele [9]. Morsi in seguito contestò l'autenticità dell'intervista  Morsi later disputed the authenticity of the interview.. Fars ha risposto fornendo quello che ha detto era l'audio dell'intervista. L'emittente araba Al Arabiya ha citato esperti senza nome che hanno detto che non era la voce di Morsi.

### Rilancio di "notizie" di The Onion
Nel settembre 2012, l'agenzia ha raccolto una storia da The Onion, un giornale satirico, su un presunto sondaggio che mostra "una stragrande maggioranza di americani bianchi rurali preferirebbe votare per il presidente iraniano Mahmoud Ahmadinejad del presidente degli Stati Uniti Barack Obama nelle prossime elezioni americane" . La versione iraniana copiò l'originale parola per parola, includendo anche una citazione inventata da un residente fittizio del West Virginia che dice che preferirebbe andare a una partita di baseball con Ahmadinejad perché "prende sul serio la difesa nazionale, e non avrebbe mai lasciato che alcuni manifestanti gay gli dicessero come gestire il suo paese come fa Obama ".
Fars News Agency in seguito si scusò per il suo errore, ma affermò che la maggioranza degli americani preferirebbe chiunque al di fuori del sistema politico americano al presidente Obama e agli uomini di stato americani .

### Storia della "macchina del tempo"
Nell'aprile 2013, l'agenzia pubblicò una storia sostenendo che uno scienziato iraniano di 27 anni aveva inventato una macchina del tempo che consentiva alle persone di vedere nel futuro. Pochi giorni dopo la storia fu rimossa e sostituita da una storia che citava un funzionario del governo iraniano secondo il quale nessun dispositivo del genere era stato registrato.

### Rapporti sull'"agenda intelligence aliena/extraterrestre"
Nel gennaio 2014, Fars ha pubblicato una serie di articoli che suggerivano che la politica di sicurezza degli Stati Uniti era guidata da un "programma di intelligence aliena / extraterrestre"  Il rapporto afferma che la prova è stata trovata in un rapporto del Servizio di sicurezza federale rivelato da Edward Snowden. Il rapporto diceva che il governo degli Stati Uniti era stato segretamente governato da un "governo ombra" di alieni dal 1945.

### La fatwa contro Salman Rushdie
Nel febbraio 2016, Fars è stata una delle 40 agenzie di stampa iraniane che hanno promesso denaro per la taglia contro Salman Rushdie per quanto riguarda la controversia sui versetti satanici . Fars ha promesso 30000 $ per l'uccisione di Rushdie.